# Spelartrupper under världsmästerskapet i handboll för herrar 1995
Den här artikeln innehåller alla trupper till Världsmästerskapet i handboll för herrar 1995 som spelades på Island mellan 7 och 21 maj 1995.

## Världsmästarna -Frankrike
- Christian Gaudin
- Eric Quintin
- Pascal Mahé
- Bruno Martini
- Frédéric Volle
- Philippe Gardent
- Denis Lathoud
- Thierry Perreux
- Guéric Kervadec
- Laurent Munier
- Patrick Cazal
- Yohan Delattre
- Gaël Monthurel
- Jackson Richardson
- Grégory Anquetil
- Stéphane Stoecklin

Förbundskapten: Daniel Costantini

## Kroatien
- Zvonimir Bilić
- Irfan Smajlagić
- Valter Matošević
- Patrik Ćavar
- Tomislav Farkaš
- Venio Losert
- Slavko Goluža
- Vlado Šola
- Goran Perkovac
- Iztok Puc
- Nenad Kljaić
- Bruno Gudelj
- Zlatko Saračević
- Vladimir Jelčić
- Alvaro Načinović

Förbundskapten: Velimir Kljaić

## Sverige
- Magnus Andersson
- Robert Andersson
- Per Carlén
- Martin Frändesjö
- Peter Gentzel
- Erik Hajas
- Robert Hedin
- Ola Lindgren
- Stefan Lövgren
- Staffan Olsson
- Mats Olsson
- Johan Petersson
- Thomas Sivertsson
- Magnus Wislander
- Tomas Svensson
- Pierre Thorsson

Förbundskapten: Bengt Johansson

## Tyskland
- Andreas Thiel
- Jan Holpert
- Henning Fritz
- Vigindas Petkevičius
- Stefan Kretzschmar
- Jan Fegter
- Holger Winselmann
- Christian Schwarzer
- Klaus-Dieter Petersen
- Jörg Kunze
- Volker Zerbe
- Wolfgang Schwenke
- Daniel Stephan
- Christian Scheffler
- Martin Schmidt

Förbundskapten: Arno Ehret